# Deutsche Kolonien bei St. Petersburg
Die Petersburger Kolonien waren Siedlungen Deutscher im Gouvernement Sankt Petersburg. Hier wurden zwischen 1765 und 1767 sechs „alte deutsche Kolonien“ gegründet: Luzk, Porchow, Frankfurt, Nowaja Saratowka, Srednjaja Rogatka und Kolpino/Ischora.

## Entstehungsgeschichte
Die meisten Deutschen, die infolge des Manifests von 1763 nach Russland einwanderten, siedelten sich im Wolgagebiet an. Einigen, die auf die Reise nach Saratow warteten, wurde aber vorgeschlagen, einen Vertrag über die Niederlassung bei der Hauptstadt abzuschließen, und 1765 genehmigte die Zarin die Ansiedlung Deutscher. Am 27. August 1765 unterzeichneten die ersten 60 Familien entsprechende Verträge.
Sie wurden am rechten Newa-Ufer, gegenüber Rybnaja Sloboda, angesiedelt, womit die Kolonie Neu-Saratowka (heute: Новосаратовка) entstand.
1766 wurde ein weiterer Vertrag mit katholischen Einwanderern aus der Pfalz unterzeichnet, die am Fluss Luga die neuen Kolonien Luzk, Porchow, Frankfurt anlegten, die zusammen als Jamburger Kolonie bezeichnet wurden. Die Siedler von Neu Saratowka und Kolpino (auch 28er Kolonie genannt, heute: колпино) sprachen südfränkische Dialekte, die Siedler von Srednaja Rogatka (auch 22er Kolonie genannt, heute: Средняя Рогатка) dagegen einen mitteldeutschen Dialekt.
Unter Regierung von Alexander I. entstanden die sog. „Küstenkolonien“ am Ufer des Finnischen Meerbusens. Die größte von ihnen war die Kolonie Strelna (Стрельна), mit 8 Häusern in Neuhausen und Neudorf. Die kleinste war die Kolonie in Peterhof, wo sich nur zwei Familien niederließen. Der heutige Kolonistenpark (russisch Колонистский парк) in Peterhof bezieht seinen Namen auf diese Ansiedlung. Im Jahre 1819 wurde die einzige Handwerkerkolonie Friedenthal gegründet. Das war die letzte neue Kolonie bei St. Petersburg, die mit Unterstützung des Staates gegründet wurde.
Ein Teil der deutschen Siedlungen lag an den Hauptverkehrswegen, die in die Hauptstadt führten, im Gebiet der Schlossanlagen von Zarskoe Selo, Oranienbaum, Strelna, Pawlowsk, Peterhof und Snamensk. Die Ansiedlungen sollten musterhafte Dorfeinheiten sein. Im Sommer wurden die deutschen Kolonien zu einem beliebten Erholungsort der Einwohner von St. Petersburg. Auch spielten die Kolonisten eine Schlüsselrolle bei der Einführung der Kartoffel. So produzierten in den 1880er Jahren die deutschen Kolonien, die 6 % der Bevölkerung des Petersburger Gebiets ausmachten, mehr als 50 % der Kartoffeln. Wegen schlechter Bodenqualität entwickelte sich die Jamburger Kolonie jedoch kaum und 1793 siedelten viele Familien ins Gouvernement Jekaterinoslaw um, wo sie die Ansiedlung Neu-Jamburg gründeten.
Ab Ende der 1820er Jahre begann der Prozess der Bildung von Tochterkolonien auf angekauftem oder gepachtetem Land. Unter den ersten waren die Kolonien Graschdanka 1827 und Owzyno 1832. Aussiedler aus den hauptstadtnahen Kolonien schufen Siedlungen bei Nowgorod, die größten von ihnen waren Nowonikolajewskaja und Alexandrowskaja. Weitere Ansiedlungen waren Solomina (1828), Buksgevden (1828), Poselok Schefferow (1836), Poselok Bertschei (1838), Krasnenka (1838), Janino (1853), Besborodkino oder Utkina Sawod (1856), Prijutino (1857) und Kowalenko (1860).
Die Agrarreformen der 1860er Jahre führten zu einer neuen Welle von Gründungen, mit Kamenka (1865), Farforovaia (1865), Rutschi (1865), Piskarevka (1865), Nowo-Pargolowo oder Schuwalowo (1868), der Kleinen Kolonie bei Mittel-Rogatka (1868 oder 1875), Nowo-Alexandrowskaja (1872), Weselyi Poselok (1880), der Kolonie bei Murino (1889 oder 1895), Schirokie Mesta (1895) und Wolkowo (1892).
Anfang 1841 lebten in den Petersburger Kolonien 2714 Deutsche. Im Jahre 1852 gab es im nördlichen Russland an folgenden Orten lutherische Gemeinden: Zarskoje Selo und Friedenthal, Pawlowsk, Gattschina und den Siedlungen Etjup, Strelna und Kipen, Oranienbaum und Peterhof, Kronstadt, Neu-Saratowka, Jamburg und Narwa, wo eine deutsche und eine finnische Gemeinde bestand. Im August 1866 wurde das Jubiläum der Petersburger Kolonien gefeiert. Die bedeutendsten Feierlichkeiten fanden am 14. August in Neu-Saratowka statt.
Die Reformen von Alexander II. stellten die Kolonisten den anderen Bauern gleich, ihre früheren Privilegien wurden abgeschafft. Zu Beginn des 20. Jahrhunderts gab es um St. Petersburg etwa 40 deutsche Kolonien.

## Erster Weltkrieg
Die allgemeine Mobilmachung nach Beginn des Krieges gegen Deutschland im Sommer 1914 betraf alle Kolonien. Bald waren viele Kolonisten an der Front und nahmen an der ostpreußischen Offensive teil. Bereits im Herbst 1914 begann eine deutschfeindliche Kampagne, die alle Lebensbereiche betraf. Die deutsche Sprache wurde in den Lehranstalten, in Kirchen und im öffentlichen Leben verboten. Alle deutschen Gesellschaften, deutschsprachige Zeitungen und Zeitschriften wurden geschlossen. Im Jahre 1915 traten die sogenannten Liquidationsgesetze in Kraft, die Enteignung des deutschen Landbesitzes in Russland. Sie betrafen nicht nur deutsche und österreichische Staatsbürger, sondern auch Staatsbürger Russlands deutscher Abstammung.
Nach der Etablierung der kommunistischen Regierung wurden Dorf- und Bezirkssowjets gegründet. Im Unterschied zu anderen Orten, wo sich Deutsche kompakt ansiedelten, gab es im Leningrader Gebiet keine nationalen deutschen Verwaltungsorgane. In den 1930er Jahren wurden auch die deutschen Kolonien kollektiviert, so entstanden die Kolchosen „Roter Mechanisator“ in Neu-Saratowka, „Rote Fahne“ in Strelna und Thälmann-Kolchose in Srednaja Rogatka und der Ischora-Kolonie.
1935 betrug der Anteil der deutschen Bevölkerung im Gebiet 3 %, diese bearbeitete dabei 16 % der landwirtschaftlichen Nutzfläche und lieferte 20 % der landwirtschaftlichen Produktion. Die Erfolge der deutschen Kolchosen im Gebiet nutzte man zu Propagandazwecken aus, um dem Proletariat des Westens das Bild eines glücklichen Lebens in der UdSSR zu zeigen. Eine aktive Rolle spielte dabei die deutschsprachige Rote Zeitung des Leningrader Kreissowjets.

## Zweiter Weltkrieg
Zwischen Herbst 1941 und März 1942 wurden begonnen, die Leningrader Deutschen nach Sibirien und Kasachstan zu deportieren, was jedoch wegen der Blockade Leningrads nicht vollendet wurde. Strelna, die andere große Kolonie bei Leningrad, wurde von den deutschen Truppen im Laufe der Kämpfe am 14.–15. September eingenommen, wobei einige deutsche Zivilisten starben. Auch die Nowgoroder Kolonien waren unmittelbar vom Kampfgeschehen betroffen und wurden teils völlig zerstört. In Neu-Saratowka litten die Bewohner wie im Rest der blockierten Stadt.
Noch vom 6. bis zum 20. November 1941 wurden auf Befehl des Oberbefehlshabers der deutschen 18. Armee die ortsansässigen ethnischen Deutschen erfasst. Die Einwohner von Strelna wurden zuerst in Krasnoje Selo versammelt und dann in Zügen nach Westen gebracht, zur Ansiedlung im Wartheland.
Der größte Teil der Leningrader Deutschen, die im März 1942 von den Sowjets deportiert wurden, kam ins Gebiet Krasnojarsk, Irkutsk und Omsk, viele mussten in der Trudarmee Zwangsarbeit leisten. Auf der Jalta-Konferenz kamen die Alliierten über den bilateralen Austausch von Kriegsgefangenen und Zivilbevölkerung überein. Darum mussten die Sowjetbürger, die sich in der englischen und amerikanischen Besatzungszone befanden, der sowjetischen Seite übergeben werden. Die rückgeführten Deutschen wurden in Sondersiedlungen gebracht. Die Rückkehr der Deutschen und Finnen nach Leningrad und ins Leningrader Gebiet wurde nur in Einzelfällen erlaubt.
1996 wurde auf Beschluss der russisch-deutschen Regierungskommission eine kompakte Siedlung für Russlanddeutsche bei Strelna unter dem Namen Neudorf-Strelna geplant. Einige Russlanddeutsche Familien aus Kasachstan und Usbekistan siedelten sich hier an, doch um die Jahrtausendwende wurde die Finanzierung des Projekts gekürzt und es blieb unvollendet.

## Nachweise
1. 1 2 3 4 5 6  Stiftung zur Förderung und Entwicklung deutsch-russischer Beziehungen, Museum für Kulturgeschichte der Russlanddeutschen (Hrsg.): Deutsche Siedler um St. Petersburg: eine historische Kulturlandschaft - Немецкие поселенцы под Санкт-Петербургом: исторический и культурный ландшафт (= Ausstellungskatalog). St. Petersburg — Detmold.
2. ↑  Zhanna Neygebauer: Wie sich deutsche Kolonisten bei St. Petersburg ansiedelten. In: russia beyond. 11. November 2022, abgerufen am 23. November 2024. Sander von Strasburg: 7. 1. Deutsche Kolonien bei St. Petersburg. Abgerufen am 23. November 2024.
3. ↑  Nina Berend, Hugo H. Jedig: Deutsche Mundarten in der Sowjetunion: Geschichte der Forschung und Bibliographie. Elwert, 1991.
4. ↑   Elena Lebedew: Aus der Geschichte der deutschen Kolonien bei St. Petersburg: Gründung der deutschen Kolonien. (rusdeutsch.eu [PDF; 394 kB]).